# کرامرتون (کارولینای شمالی)
کرامرتون (به انگلیسی: Cramerton) شهری در ایالت کارولینای شمالی کشور ایالات متحده آمریکا است که جمعیت آن در سرشماری سال ۲۰۱۰ میلادی، ۴٬۱۶۵ نفر بوده‌است.